# 赤羽博
赤羽 博（あかばね ひろし、1951年7月4日 - ）は、テレビドラマ、映画作品の監督・演出家である。山梨県甲府市出身。

## 来歴・人物
1951年7月、山梨県甲府市生まれ。
専修大学法学部法律学科に入学したが、自分には「法学」が合わないと思い、卒業後の就職先として、映像制作を志し、その頃バイトしていたTBSの報道部の部長にドラマ制作現場を紹介してもらい面接を受けた。1975年、専修大学法学部法律学科卒業後、木下プロダクションと連携しているある番組制作会社に就職した。その当時親や親戚は故郷の山梨県庁に就職するように勧めていたので猛反対されたがそれをバネに努力してきた。
テレビドラマのチーフ助監督になるべく、約4年の下積みの後、1979年、退社してフリーによるテレビドラマの助監督（AD）となり、自己の演出技能を磨くため、当時の民放各局のメイン・ディレクターたちと一緒に仕事をして能力を高め、人脈を築いていった。
この頃日本テレビ時代の石橋冠からは、演出の面白みを多く学んだという。
1983年ディレクターとして、石立鉄男主演の『天まであがれ!2』の製作に参加し演出デビューした。
1985年に演出家としての実力が認められ、木下プロダクション（後のドリマックス・テレビジョン）に招聘され社員ディレクターとして入社。TBS系連続ドラマ『毎度おさわがせします』の三番手ディレクターとしてスタート。
1987年には、田原俊彦・野村宏伸主演のテレビドラマ『びんびんシリーズ』の最初の『ラジオびんびん物語』で、初めてチーフ・ディレクターとしてドラマ全体を担当することになる。
1988年、木下プロを退社し、当時所属していたプロデューサー阿部祐三・ドラマディレクター楠田泰之の3人共に映像制作会社「アベクカンパニー」（AVEC）の設立に参画。以後『教師びんびん物語』や1998年、反町隆史主演・松嶋菜々子出演の『GTO』などをヒットさせた。
「アベックカンパニー」の事業縮小により、50歳代後半で再びフリーの立場になるが、引き続き、民放各局から2時間ドラマスペシャルなど多数の演出の依頼をうけてきた。「赤羽組」といわれる多数の映像制作関係者との縁があり、撮影現場を上手にまとめ上げる力量が評価されていた。

## 監督・演出作品

### テレビ連続ドラマ

#### フリー時代
- 天まであがれ!2 第10回（1983年10月8日、日本テレビ、ユニオン映画）

#### 木下プロ時代
- 毎度おさわがせします（1985年 TBS、木下プロ）
- 毎度おさわがせします2（1985年12月 - 1986年3月 TBS、木下プロ）
- 水曜ドラマスペシャル「女コロンボ危機一髪!」（1985年 TBS、ジャパンプロデュース）※制作担当のみ
- 夏・体験物語II（1986年7月 - 10月 TBS、木下プロ）
- 金曜日には花を買って（1986年10月 - 87年1月 TBS、木下プロ）
- 毎度おさわがせします3（1987年1月 - 5月 TBS、木下プロ）
- すてきな三角関係 壁際族に花束を（1987年 TBS、木下プロ）
- ラジオびんびん物語（1987年 フジテレビ、東宝）
- 赤ちゃんに乾杯!（1987年　TBS、木下プロ）
- 教師びんびん物語（1988年 フジテレビ、東宝）
- 空に星があるように（1988年、TBS）

#### AVEC時代
- 教師びんびん物語II（1988年 フジテレビ、東宝）
- ヘイ!あがり一丁（1989年 フジテレビ、東宝）
- びんた（1990年 TBS、タイクス）
- 日本一のカッ飛び男（1990年 フジテレビ、東宝）
- キモチいい恋したい!（1990年 フジテレビ）
- もう誰も愛さない（1991年 フジテレビ）
- 素敵にダマして!（1992年 日本テレビ）
- 逃亡者（1992年 フジテレビ）
- もう涙は見せない（1993年 フジテレビ）※プロデュースと兼て
- 毎度ゴメンなさぁい（1994年 TBS）
- 毎度おジャマしまぁす（1995年 TBS）
- おひさまがいっぱい（1996年 TBS）
- ママだって夏休み（1997年 NHK）
- GTO（1998年 関西テレビ）
- 別れたら好きな人（1999年 テレビ東京、ホリプロ）
- 恋の奇跡（1999年 テレビ朝日）
- FLY 航空学園グラフィティ（2000年5月9日 - 7月 NHK）
- 逮捕しちゃうぞ（2002年 テレビ朝日）
- 麻婆豆腐の女房（2003年 NHK、東阪企画）
- クニミツの政（2003年 関西テレビ）
- ジイジ〜孫といた夏〜（2004年8月 - 9月、NHK）
- ジイジ2〜孫といた夏〜（2005年7月 - 8月、NHK）

#### フリーランス
- 人生はフルコース（2006年 NHK、東阪企画）
- ママは昔パパだった（2009年 WOWOW、The icon）
- 刑事吉永誠一 涙の事件簿（2013年、テレビ東京、BSジャパン）
- 新・刑事吉永誠一（2014年、テレビ東京、BSジャパン）

### テレビ単発・スペシャルドラマ

#### 木下プロ時代
- 月曜ドラマランド「かぐや姫とんで初体験!?」（1985年 フジテレビ、ジャパンプロデュース）
- 水曜ドラマスペシャル「水曜日の恋人たち」（1985年11月 TBS、木下プロ）
- 水曜ドラマスペシャル「水曜日の恋人たち2・B型OLの傾向と対策」（1986年4月 TBS、木下プロ）
- 木曜ドラマ「ベッドのおとぎばなし」(1988年1月2月、ANB)

#### AVEC時代
- SPびんびん物語（1988年 フジテレビ、東宝）
- 泣くなセン!燃える男 〜星野仙一物語（1988年 TBS）
- 教師びんびん物語スペシャル 〜ありがとう、君たちを忘れない〜（1989年 フジテレビ、東宝）
- 水曜グランドロマン「平成元年愛情物語」（1989年 日本テレビ）
- 恋の一時間は孤独の千年（1989年 フジテレビ）
- ドラマチック22「改札口・'90北海道秋物語 -帰省編」（1990年11月24日 TBS）
- 月曜ドラマスペシャル「お兄ちゃん」（1991年 TBS）
- 金曜エンタテイメント
  - 「女教師・沢木圭子」（1993年 フジテレビ、東宝）
  - 「死刑台のエレベーター」（1993年 フジテレビ）
  - 「女教師・沢木圭子2」（1994年 フジテレビ、東宝）
  - 「熱血ド演歌分校先生の事件通信簿」（1998年 フジテレビ）
  - 「新・細うで繁盛記」（2006年1月20日・2007年2月23日 フジテレビ、東宝）
- 生きていてママ（1994年 TBS）
- 花王ファミリースペシャル「世界でいちばん優しい音楽」（1996年 関西テレビ）
- お嬢様は名探偵（1998年 NHK）
- 巡査びんびん物語（1999年 フジテレビ、東宝）
- 教師びんびん物語スペシャル（2000年 フジテレビ、東宝）
- 教師びんびん物語スペシャル2（2001年 フジテレビ、東宝）
- 女と愛とミステリー
  - 「夏樹静子サスペンス・Wの悲劇」（2001年 テレビ東京、BSジャパン、ホリプロ）
  - 「熱血刑事吉永誠一『絵が殺した』」（2004年 テレビ東京、BSジャパン、ホリプロ）
  - 「刑事吉永誠一 涙の事件簿2『帰れない遺骨』」（2004年 テレビ東京、BSジャパン、ホリプロ）

#### フリーランス
- 水曜ミステリー9
  - 「刑事吉永誠一 涙の事件簿3『雨に殺せば』」（2005年 テレビ東京、BSジャパン、ホリプロ）
  - 「刑事吉永誠一 涙の事件簿4『いちばん大切な死体（ひと）』」（2006年 テレビ東京、BSジャパン、ホリプロ）
  - 「刑事吉永誠一 涙の事件簿5『約束の指切り』」（2007年 テレビ東京、BSジャパン、ホリプロ）
  - 「刑事吉永誠一 涙の事件簿6『五億円の黒い白髪』」（2007年 テレビ東京、BSジャパン、ホリプロ）
  - 「刑事吉永誠一 涙の事件簿7『不幸を呼ぶ宝石』」（2008年 テレビ東京、BSジャパン、ホリプロ）
  - 「付き人女優・安野すみれ 楽屋裏事件ファイル」（2009年 テレビ東京、BSジャパン）
  - 「刑事吉永誠一 涙の事件簿8『虹が消えた交差点』」（2011年 テレビ東京、BSジャパン、ホリプロ）
  - 「刑事吉永誠一 涙の事件簿9『迷い骨』」（2012年 テレビ東京、BSジャパン）
  - 「刑事吉永誠一 涙の事件簿10『沈黙の宴』」（2012年 テレビ東京、BSジャパン）
  - 「刑事吉永誠一 涙の事件簿11『赤い遺産』」（2013年 テレビ東京、BSジャパン）
  - 「刑事吉永誠一 涙の事件簿12『親しい敵』」（2013年 テレビ東京、BSジャパン）
  - 「刑事吉永誠一 涙の事件簿13『湖で拾った女』」（2016年 テレビ東京、BSジャパン）
- ホリプロ45周年・TBSテレビ放送50周年記念作品「赤い疑惑」（2005年 TBS、ホリプロ、大映テレビ）
- 「新・細うで繁盛記」（2006年1月20日・2007年2月23日 フジテレビ、東宝）
- 火曜ドラマゴールド
  - 「検事 霞夕子『悪徳政治家は許さない』」（2006年 日本テレビ、ユニオン映画）
  - 「検事 霞夕子『豪華客船殺人クルージング』」（2007年 日本テレビ、ユニオン映画）
- 金曜プレステージ
  - 「新・細うで繁盛記2」（2007年 フジテレビ、東宝）
  - 「弁護士 朝吹里矢子『古都・稚い証言にゆらぐ老舗』」（2010年 フジテレビ、TSP）
- 検事 霞夕子2『豪華客船殺人クルージング』（2007年 日本テレビ、ユニオン映画）
- TOYOTA“tomorrow”Special「笑顔をくれた君へ〜女医と道化師の挑戦〜」（2008年 フジテレビ、The icon）
- めぞん一刻・完結編（2008年7月26日 テレビ朝日、東北新社クリエイツ）
- テレビ愛知25周年開局ドラマ「青春カムバック!?メタボリック☆ばんど!」（2008年 テレビ愛知、東宝）
- 新春ワイド時代劇「戦国疾風伝 二人の軍師 秀吉に天下を獲らせた男たち」（2011年 テレビ東京、松竹、松竹京都映画）
- 卒業ホームラン（2011年3月23日・ テレビ東京、ホリプロ）
- 医療捜査官 財前一二三（金曜プレステージ）（1話・5話、2011年・2014年、フジテレビ）
- 検事・霞夕子 主演沢口靖子（2011年 - 2014年、フジテレビ）
- 私は代行屋!事件推理請負人 バージンロードを奪った殺人犯！謎の遺留品が語る母娘の愛憎!!少女が苦悩する27年前の殺人事件に驚愕の真実！（2012年8月18日、朝日放送・The icon）
- 松本清張没後20年特別企画・危険な斜面（2012年 フジテレビ、ユニオン映画）
- 女取調官 第4話「遥かなりわが愛を」（2016年、TBS）
- 家裁調査官・山ノ坊晃（2016年・2017年、テレビ朝日 ユニオン映画）

### 映画
- 君のまなざし（日活配給、ニュースター・プロダクション製作、2017年5月20日）[6]
- さらば青春、されど青春。（日活配給、幸福の科学出版製作、2018年5月12日）
- 世界から希望が消えたなら。（日活配給、幸福の科学出版製作、2019年10月18日）
- 夜明けを信じて。（日活配給、幸福の科学出版製作、2020年10月16日）[7]
- 車線変更–キューポラを見上げて–（監督、2020年公開が延期）[8]岡江久美子遺作映画
- 美しき誘惑-現代の「画皮」-（日活配給、幸福の科学出版製作、2021年5月14日）
- 愛国女子—紅武士道（日活配給、幸福の科学出版製作、2022年2月18日）
- 呪い返し師—塩子誕生（日活配給、幸福の科学出版製作、2022年10月7日）

### 舞台
- 旅立ち〜足寄より〜（総合演出：赤羽博、2013年全国公演 名古屋・大阪・札幌など全国7都市）

## プロデュース作品
- あの日に帰りたい（1993年 フジテレビ）
- もう涙は見せない（1993年 フジテレビ）
- BOYSエステ（2007年 テレビ東京）

## 助監督・演出補作品
（木下プロに入社前のフリー時代）
- ぼくらの時代（1981年6月9日 - 9月22日、TBS、木下プロ）
- 天まであがれ!2 第1回 - 第9回（1983年7月30日 - 10月1日、日本テレビ、ユニオン映画）
- 日立テレビシティ「ランドセルと目玉焼き」（1983年9月14日 - 1983年10月5日、TBS）
- さよならを教えて（1983年10月5日 - 12月28日　MBS、木下プロ）
- 金曜日の妻たちへII 男たちよ、元気かい?（1984年7月6日 - 10月5日　TBS、木下プロ）

## 受賞歴・栄誉
映画『夜明けを信じて。』にて受賞
- オニロス映画祭 2020年5月度 - 最優秀監督賞
- ロンドン・インディペンデント映画賞2020 - 長編外国語監督賞
- フリックス・マンスリー映画祭 2020年8月度 - 最優秀監督賞
- コルカタ国際カルト映画祭 2020年9月度（インド）最優秀監督功績賞
- ゴールデン・アース映画賞2020 9月度 - 最優秀監督賞
- ザ・サウス国際映画芸術祭2020 9月度 - 長編部門最優秀監督賞

映画『美しき誘惑-現代の「画皮」-』にて受賞
- イスタンブール映画賞2021 2月度 長編作品部門 最優秀監督賞
- ルーレオ国際映画祭2021 2月度 長編作品部門 最優秀監督賞
- ベガス映画賞2021 3月度 長編監督部門 功労賞
- オニロス映画賞2021 3月度 最優秀監督賞
- ハリウッド・ゴールド賞2021 3月度 長編監督部門 金賞
- サウス映画芸術祭2021 長編部門 最優秀監督賞
- ワールド・フィルム・カーニバル2021 3月度 監督部門 特別功績賞